# Stefanidu Janula
Stefanidu Janula (Γιαννούλα Στεφανίδου; Csehszlovákia, 1952. december 9.) görög származású magyar énekesnő.

## Élete

### Zenei pályája
1973-ban kezdte zenei tanulmányait a dzsessz tanszakon, énektanára Vukán György volt. 1979 augusztusában tűnt fel a Made in Hungary tánczenei bemutatón két dallal; 1980 februárjában aratta első nagy sikerét, a Vasárnap c. dallal a Tessék választani!-n. E két bemutatónak éveken át állandó szereplője volt.
Duetteket énekelt Turi Lajossal, Németh Zoltánnal (Apostol) és Horváth Attilával. A tánczenei műfajban 1980-1981 között 5 dala jelent meg kislemezeken, valamint 1979 és 1983 között legalább 20 tánczenei rádiófelvétele készült.
Az 1980-as évek első felében a Deák Big Banddel készített tévésorozatban énekelt, e felvételek nagylemezeken jelentek meg.
1983-ban a Neoton Família vokalistája volt, egy nagylemez és egy nyári turné erejéig.
Az 1990-es években hangját kölcsönözte néhány divatos együttes énekesnőjének (pl. Funnah Fannynak a Carpe Diem együttesben), akik a hangjára playbackeltek videóklipekben és koncerteken.
1990-től foglalkozik görög zenével: szólistája volt a Zeys zenekarnak, majd saját zenekart alapított. 1996-ban énekiskolát, majd 2005-ben néhány zenésztársával együtt görög zeneiskolát is indított, utóbbihoz az Országos Görög Önkormányzat biztosítja a működési feltételeket. 2003-tól a Kariatidák egyesületének görög kórusát vezeti.
Napjainkban klubokban lép fel Liener Mártával Stefanidu Janula duóban, Jazzy Shake néven. Egy zenekarban játszottak, utána sok reklámzene és nagylemez feléneklésében működtek közre, és keleti népdalokat is énekelnek.

### Közéleti tevékenysége
2002-től önkormányzati képviselői mandátumot is visel a terézvárosi görög kisebbségi (2010-től görög nemzetiségi) önkormányzatban; a 2014–2019-es önkormányzati ciklusban a nemzetiségi önkormányzat elnökhelyettese.

## Diszkográfia

### Nagylemezek
- Én mindenkiben csalódtam[4] (1991)
- Akropolisz (1993)

### Kislemezek, rádiófelvételek
| Év   | Dal                              | Szerzők                     | Kiadás                              | Megjegyzés                                             |
| ---- | -------------------------------- | --------------------------- | ----------------------------------- | ------------------------------------------------------ |
| 1978 | Ha velem a szíved                | Keres Tibor–Árpádi László   | kislemez                            | km. Horváth Károly, Szilágyi Sarolta, Wastaps együttes |
| 1979 | Egymás nélkül nem megyünk tovább | Tomsits Rudolf–Vass Valéria | rádiófelvétel                       | Made in Hungary                                        |
| 1979 | Sírni nem kell senkiért          | Neményi Tamás               | rádiófelvétel                       | Made in Hungary                                        |
| 1979 | Nem felejtlek el                 | Turi Lajos–Bradányi Iván    | rádiófelvétel                       | km. Turi Lajos                                         |
| 1979 | Ciao, ciao                       | Stellita–Bradányi Iván      | rádiófelvétel                       | km. Turi Lajos                                         |
| 1980 | Vasárnap                         | Neményi Tamás               | kislemez                            | Tessék választani!                                     |
| 1980 | Ma újra                          | Gábor S. Pál–Szenes Iván    | kislemez                            | Made in Hungary                                        |
| 1980 | Miért vagy itt?                  | Pődör Péter                 | rádiófelvétel                       |                                                        |
| 1980 | Ne hívj                          | Neményi Tamás               | rádiófelvétel                       |                                                        |
| 1980 | Ha a lámpa ég                    | Németh Zoltán–Neményi Tamás | rádiófelvétel                       | km. Németh Zoltán                                      |
| 1981 | Még ma este                      | Pődör Péter–Bradányi Iván   | rádiófelvétel                       |                                                        |
| 1981 | Délen                            | Neményi Tamás               | kislemez                            | Tessék választani!                                     |
| 1981 | Jó, hogy engem néz a két szemed  | Bágya András–Szenes Iván    | kislemez                            | Tánc- és popdalfesztivál                               |
| 1981 | Ma nem várlak hétre              | Wolf Péter–Fülöp Kálmán     | rádiófelvétel                       |                                                        |
| 1982 | Éjféli expressz                  | Delhusa Gjon–Miklós Tibor   | rádiófelvétel, későbbi kiadás: 1993 | Made in Hungary                                        |
| 1982 | Volt, hol nem volt               | Horváth Attila–Heilig Gábor | rádiófelvétel                       | km. Horváth Attila                                     |
| 1983 | Ma este sírni fogok              |                             | rádiófelvétel                       | Tessék választani!                                     |
| 1983 | Ezen a széles világon            | Méhes György–Bradányi Iván  | rádiófelvétel, későbbi kiadás: 1993 | Made in Hungary                                        |
| 1983 | Úgy, mint régen                  | Egerer László               | rádiófelvétel                       | [ 9 ]                                                  |
| 1984 | Addig táncolok                   | Egerer László–Bradányi Iván | rádiófelvétel, későbbi kiadás: 1993 |                                                        |